# 로빈 후드 (2006년 드라마)
《로빈 후드》(Robin Hood)는 2006년 10월 7일부터 2009년 6월 27일까지 방영된 영국의 TV 드라마이다. 중세 영국의 전설적 영웅 로빈 후드를 그린 작품으로, 영국에서는 시즌 1~2는 BBC One에서, 시즌 3는 BBC Two에서 방송되었다.

## 한국판 성우진(KBS)
- 김일 - 로빈 후드(조너스 암스트롱)
- 소연 - 마리안(루시 그리피스)
- 이정구(시즌 1)/신성호(시즌 2) - 기스본(리처드 아미티지)
- 이윤선 - 노팅엄 영주(키스 앨런)
- 사성웅 - 머치(샘 트로튼)
- 유해무 - 리틀 존(고든 캐네디)
- 안용욱 - 윌 스카렛(해리 로이드,시즌 1~2)
- 유동균 - 앨런(조 암스트롱)
- 최하나 - 자크(앤젤리 제이,시즌 1~2)
- 유강진 - 에드워드(마이클 엘윈,시즌 1~2)
- 김관진 - 로이(윌리엄 벡,시즌 1)
- 김준 - 리처드 왕(스티브 워딩튼,시즌 2)
- 변영희 - 프리드리히 백작(덱스터 플레처,시즌 2)